# NADH:ubihinon reduktaza (Na+-transport)
NADH:ubihinon reduktaza (+-transport) (EC 1.6.5.8, +-translocirajući NADH-hinon reduktaza, (Na+-NQR)) je enzim sa sistematskim imenom NADH:ubihinon oksidoreduktaza (+-translocating). Ovaj enzim katalizuje sledeću hemijsku reakciju
 + + + ubihinon + n Na+in {\displaystyle \rightleftharpoons } + + ubihinol + n Na+out
Ovaj flavoprotein sadrži dva kovalentno vezana FMN molekula, jedan nekovalentno vezan FAD, jedan riboflavin, i jedan [] klaster.

## Literatura
- Nicholas C. Price; Lewis Stevens (1999). Fundamentals of Enzymology: The Cell and Molecular Biology of Catalytic Proteins (Third изд.). USA: Oxford University Press. ISBN 019850229X.
- Eric J. Toone (2006). Advances in Enzymology and Related Areas of Molecular Biology, Protein Evolution (Volume 75 изд.). Wiley-Interscience. ISBN 0471205036.
- Branden C; Tooze J. Introduction to Protein Structure. New York, NY: Garland Publishing. ISBN 0-8153-2305-0.
- Irwin H. Segel. Enzyme Kinetics: Behavior and Analysis of Rapid Equilibrium and Steady-State Enzyme Systems (Book 44 изд.). Wiley Classics Library. ISBN 0471303097.

## Spoljašnje veze
- NADH:ubiquinone+reductase+(Na+-transporting) на 